# Hugo von Hofmannsthal
Hugo von Hofmannsthal (Beč, 1. veljače 1874. - 15. srpnja 1929.) austrijski je pisac židovsko-talijanskog podrijetla rođen u Beču.

## Životopis
Glavni je zastupnik impresionističke drame i općenito Bečkog impresionizma uz Arthura Schnitzlera. Već u dobi od 17 godina objavljuje pod raznim pseudonimima, među njima je najpoznatiji "Loris". U Beču je studirao filozofiju te se do 1905. godine bio priključio pjesničkom krugu okupljenom oko Stefana Georgea. Započeo je s lirikom i manjim dramskim djelima pa potom nastavio s obnavljanjem antičkih tragedija. Hvalevrijedna bila je i njegova suradnja sa skladateljem Richardom Straussom. 1920. godine bio je suosnivač čuvenih Salzburger Festspiele. Nakon samoubojstva njegovog najstarijeg sina zadobio je srčani udarac u Rodaunu kraj Beča. Njegova rana djela prožeta su bavljenjem estetičkim pitanjima i krizom jezika.

## Drame
- Smrt Tiziana / Der Tod des Tizian (1892)
- Vrata i smrt / Der Tor und der Tod (1894)
- Elektra / Elektra (1904)
- Bilo tko / Jedermann (1911)
- Teška / Der Schwierige (1921)
- Veliko svjetsko kazalište Salzburg / Das Salzburger Große Welttheater (1922)
- Toranj / Der Turm (1923)
- Neraspadljiv / Der Unbestechliche (1923)
- Toranj / Der Turm (1927)

## Libreta
- Elektra (1908)
- Ružekavalir / Der Rosenkavalier (1911)
- Ariadna na Naxosu / Ariadne auf Naxos (1912)
- Žena bez sjene / Die Frau ohne Schatten (1913)
- Egipatska Helena (Egipatska Helena) / Die ägyptische Helena, (1928)
- Arabella (1929)

## Roman (Fragmentaran)
- Andreas ili United / Andreas oder Die Vereinigten (1907 - 1927)

## Kule, Poezija
- Poezija i život / Poesie und Leben (1896)
- Pismo / Ein Brief (1902)
- Staze i susreti / Die Wege und die Begegnungen (1907)
- Pjesnik i ovaj put / Der Dichter und diese Zeit (1907)
- Čudna djevojka / Das fremde Mädchen (1911)
- Poziv na gornje razine / Appell an die oberen Stände (1914)
- Rat i kultura / Krieg und Kultur (1915)
- Mi Austrijanci i Njemačka / Wir Österreicher und Deutschland (1915)
- Austrija u ogledalu svoje poezije / Österreich im Spiegel seiner Dichtung (1916)
- Prusi i Austrijanci / Preuße und Österreicher (1917)
- Ideja Europe / Die Idee Europa (1917)
- Žena bez sjene / Die Frau ohne Schatten (1919)
- Poezija / Gedichte (1922)
- Najstarija djela proze / Früheste Prosastücke (1926)
- Vrednuje i poštuje njemački jezik / Wert und Ehre deutscher Sprache (1927)
- Književnost kao duhovni prostor nacije / Das Schrifttum als geistiger Raum der Nation (1927)

## Književnost
- Herrmann Broch: Hofmannsthal und seine Zeit – Eine Studie. 1947/48.
- Hugo Wyss: Die Frau in der Dichtung Hofmannsthals. Eine Studie zum dionysischen Welterlebnis. Max Niehans, Zurich 1954.
- Gotthart Wunberg: Der fruhe Hofmannsthal. Schizophrenie als dichterische Struktur. Kohlhammer, Stuttgart 1965.
- Claudio Magris: Der habsburgische Mythos in der modernen osterreichischen Literatur. Verl. Müller, Salzburg 1966, Google Book
- Ursula Renner: Die Zauberschrift der Bilder. Bildende Kunst in Hofmannthals Texten, (Reihe Litterae 55). Rombach, Freiburg 2000, ISBN 3793091910
- Ulrich Weinzierl: Hofmannsthal - Skizzen zu seinem Bild. Zsolnay Verlag, Wien 2005.
- Anke Junk: Andreas oder Die Vereinigten von Hugo von Hofmannsthal : eine kulturpsychoanalytische Untersuchung. Impr. Henner Junk, Hannover 2015, Google Book
- Kai Nonnenmacher: Form und Leben zwischen Positivismus und Idealismus. U: Romanische Studien  Arhivirana inačica izvorne stranice od 19. veljače 2021. (Wayback Machine), 2015, Nr. 1, S. 171–190.
- Klaus Bohnenkamp: Briefwechsel mit Marie von Thurn und Taxis-Hohenlohe 1903-1929 / Hugo von Hofmannsthal. Rombach-Verl., Freiburg 2016, ISBN 9783793098485

## Vanjske poveznice
Kuća Hugo von Hofmannsthal, Beč
Daljnja literatura iz i oko Hugo von Hofmannsthal u Osterreichische Nationalbibliothek i Deutsche Nationalbibliothek